# Melange (Dune)
La spezia melange, anche detta solamente spezia, è una droga immaginaria creata dallo scrittore Frank Herbert nel suo Ciclo di Dune.

## Caratteristiche
La spezia è una sostanza di origine biologica dall'odore di cinnamomo; tuttavia, il sapore cambia ad ogni assaggio. Il suo valore di mercato al tempo dell'imperatore Shaddam IV era di 620 000 solari al decagrammo.

## Origine
La spezia melange è un sottoprodotto del ciclo vitale del verme delle sabbie di Arrakis e può essere trovata esclusivamente su tale pianeta. La forma larvale del verme, detta trota delle sabbie, è attratta dall'acqua. Quando se ne forma una massa sufficientemente grande, le trote si riuniscono in quantità e incapsulano l'acqua in modo da mantenere un ecosistema adeguato alla forma adulta, per la quale l'acqua è velenosa. All'interno della capsula le larve iniziano una reazione chimica per trasformare l'acqua in una sostanza innocua per i vermi adulti: nel corso del processo si forma una certa quantità di gas, che alla fine provoca l'eruzione in superficie dell'intera massa in un'esplosione di anidride carbonica, acqua e melange. L'acqua evapora rapidamente lasciando una vasta estensione di spezia asciutta, la caratteristica macchia porpora ricercata dai raccoglitori di spezia.

## Raccolta
La raccolta manuale della spezia è praticata solamente dai Fremen, perché sono gli unici capaci di spostarsi a piedi nel deserto di Arrakis senza attirare i pericolosissimi vermi.
La maggior parte della spezia viene raccolta mediante enormi veicoli chiamati mietitrici (harvester). Una mietitrice ha la forma approssimativa di una coccinella, è lunga circa 120 metri e larga 40 ed è dotata di una serie di larghi cingoli a movimento indipendente. La macchina funziona aspirando lo strato superficiale di sabbia e filtrando la spezia mescolata ad essa. Il veicolo, oltre al sistema di estrazione, contiene anche un impianto per una prima lavorazione del materiale grezzo.
Un altro strumento fondamentale nella raccolta del melange è l'ala (carryall), una versione enormemente ingrandita di un ornitottero, il tipico velivolo in uso nell'impero. L'ala è progettata appositamente per il trasporto di una mietitrice e serve a posizionare il veicolo sulle estensioni di sabbia ricche di spezia, riportandolo via all'arrivo di un verme della sabbia.
Nonostante l'enorme dimensione della mietitrice, la raccolta del melange è comunque un'operazione pericolosa, in quanto i vermi di sabbia sono attratti dai rumori ritmici come quelli prodotti da una macchina in movimento e sono in grado di percepirli a grande distanza. Ogni volta che una mietitrice si mette al lavoro, l'arrivo di un verme è solo una questione di tempo. Nei deserti più remoti di Arrakis vivono vermi della sabbia abbastanza grandi da ingoiare una mietitrice in un boccone, ma anche i vermi relativamente più piccoli che si incontrano in prossimità del Muro Scudo possono distruggerne una e divorarla a piacimento. Per questa ragione una mietitrice è costantemente sotto sorveglianza di non meno di tre ornitotteri, pronti a dare l'allarme al primo segno dell'avvicinamento di un verme e a chiamare l'ala.

## Effetti e utilizzi
Nonostante sia comunemente definita spezia e possa essere mescolata al cibo, il melange è a tutti gli effetti una droga, capace di esercitare notevoli effetti sull'organismo umano. Come molte droghe, essa provoca anche una fortissima dipendenza; il primo segno di tale assuefazione è la pigmentazione di un blu profondo assunta dall'iride e in seguito anche dalla parte bianca (sclera) dell'occhio. Tuttavia, i danni possono essere ben peggiori: la privazione in un individuo assuefatto provoca morte sicura dopo una lunga e dolorosa agonia. Tale pericolo non offusca però i benefici arrecati dalla spezia che danno alla sostanza il suo grande valore economico.

### Proprietà geriatriche
L'assunzione regolare di dosi anche piccole di spezia è in grado di estendere la durata della vita umana di centinaia di anni; per questa ragione, il melange è la merce più ricercata e costosa dell'impero.

### Preveggenza
In alcuni individui geneticamente predisposti la spezia può conferire doti di preveggenza. Un esempio di tali individui sono i navigatori della Gilda spaziale, che vivono costantemente immersi nei vapori di spezia al punto da subire pesanti mutazioni fisiche. I navigatori, tuttavia, hanno così guadagnato una percezione potenziata, che permette loro di pilotare le astronavi a velocità superiori a quella della luce trovando il percorso sicuro attraverso lo spazio-tempo. Un caso ancora più notevole del fenomeno si è verificato in Paul Atreides e nei suoi discendenti, nei quali l'assunzione di dosi massicce di spezia provoca visioni del futuro di eccezionale precisione e vastità.

### Agonia della spezia
Il rituale praticato dalle Bene Gesserit durante il quale una novizia assume il rango di Reverenda Madre è un'ordalia (una "prova" dolorosa) chiamata agonia della spezia. Il rito comporta l'ingestione dell'essenza di spezia (detta anche acqua della vita), una sostanza prodotta dai vermi quando sono avvelenati dall'acqua e che a sua volta è un veleno mortale per gli esseri umani. I Fremen si procurano il fluido affogando vermi di circa 9 metri, catturati nella regione di Arrakis detta Erg Minore.
Nel corso della prova, una Bene Gesserit usa la propria capacità di controllare con la mente il proprio metabolismo per trasformare il fluido in qualcosa di non tossico. Il processo provoca il risveglio delle memorie genetiche di tutte le antenate femmine della Bene Gesserit, che da quel momento in poi divengono accessibili in modo cosciente; se la candidata sopravvive alla prova diventa quindi una Reverenda Madre, una Bene Gesserit dotata dell'esperienza e capacità di innumerevoli antenate.

#### Agonia della spezia presso i Fremen
Indipendentemente dalle Bene Gesserit, i Fremen praticano questa ordalia per generare le proprie Reverende Madri, leader religiose dalle capacità simili alle proprie controparti della sorellanza: a differenza di quanto avviene nella sorellanza, il rituale Fremen è di natura collettiva. Le Reverende Madri Fremen usano il proprio potere per trasformare grandi quantità di essenza in una sostanza non più tossica, ma ancora dotata di alcuni degli effetti della spezia sulla mente. Il nuovo liquido viene poi distribuito a tutti i Fremen di una comunità nel corso di riti orgiastici.

## Letteratura
Nel suo libro Mycelium Running, il micologo Paul Stamets racconta che l'idea della Spezia venne a Herbert a partire dalle sue esperienza con la psilocibina. Carol Hart analizza le caratteristiche psichedeliche e organolettiche della Spezia nel saggio "Melange" contenuto nel libro The Science of Dune.